# قرار مجلس الأمن التابع للأمم المتحدة رقم 1880
قرار مجلس الأمن التابع للأمم المتحدة رقم 1880 المتخذ بالإجماع في 30 يوليو 2009.

## القرار
مدد مجلس الأمن ولاية عملية الأمم المتحدة في كوت ديفوار، والقوات الفرنسية الداعمة للعملية، حتى 31 كانون الثاني / يناير 2010، دعماً للانتخابات الرئاسية التي طال تأجيلها في البلاد.
بموجب أحكام القرار 1880 (2009)، الذي تم اعتماده بالإجماع بموجب الفصل السابع من ميثاق الأمم المتحدة، طُلب من البعثة في حدود مواردها الحالية وولايتها، دعم الأطراف في تنفيذ المهام المتبقية في إطار اتفاق واجادوغو السياسي والاتفاقيات المكملة له، ولا سيما تلك «الضرورية لإجراء انتخابات رئاسية حرة ونزيهة ومفتوحة وشفافة في 29 نوفمبر 2009».
بموجب الملحق الرابع لاتفاق واغادوغو، من المقرر الانتهاء من أربع قضايا حاسمة تتعلق بإعادة التوحيد بحلول سبتمبر، أو قبل شهرين من الانتخابات: نقل السلطة من قادة المناطق إلى المحافظات؛ مركزية الخزانة؛ تحديد سمات عناصر القوات الجديدة من الجيش والدرك والمقاتلين السابقين؛ وإعادة دمجهم، وكذلك المدفوعات.
وبموجب النص المعتمد، طُلب من عملية الأمم المتحدة أيضا مواصلة دعم برنامج نزع السلاح والتسريح وإعادة الإدماج ونزع سلاح المليشيات وحلها، وتقديم الدعم التقني واللوجستي للجنة الانتخابية المستقلة، حتى يتسنى إجراء الانتخابات في بيئة آمنة. ومن بين أمور أخرى، ستواصل العملية أيضا الإسهام في تعزيز حقوق الإنسان في كوت ديفوار، والمساعدة في التحقيق في انتهاكات حقوق الإنسان بهدف إنهاء الإفلات من العقاب، ومساعدة الحكومة في استعادة وجود الشرطة المدنية في جميع أنحاء البلد وتوفير المساعدة تقديم المشورة بشأن إعادة هيكلة أجهزة الأمن الداخلي وإعادة تأسيس السلطة القضائية وسيادة القانون في جميع أنحاء البلاد.